# Nakazato Wataru
Wataru Nakazato (sinh ngày 30 tháng 10 năm 1984) là một cầu thủ bóng đá người Nhật Bản.

## Sự nghiệp câu lạc bộ
Wataru Nakazato đã từng chơi cho Vissel Kobe và FC Ryukyu.